# Freccette

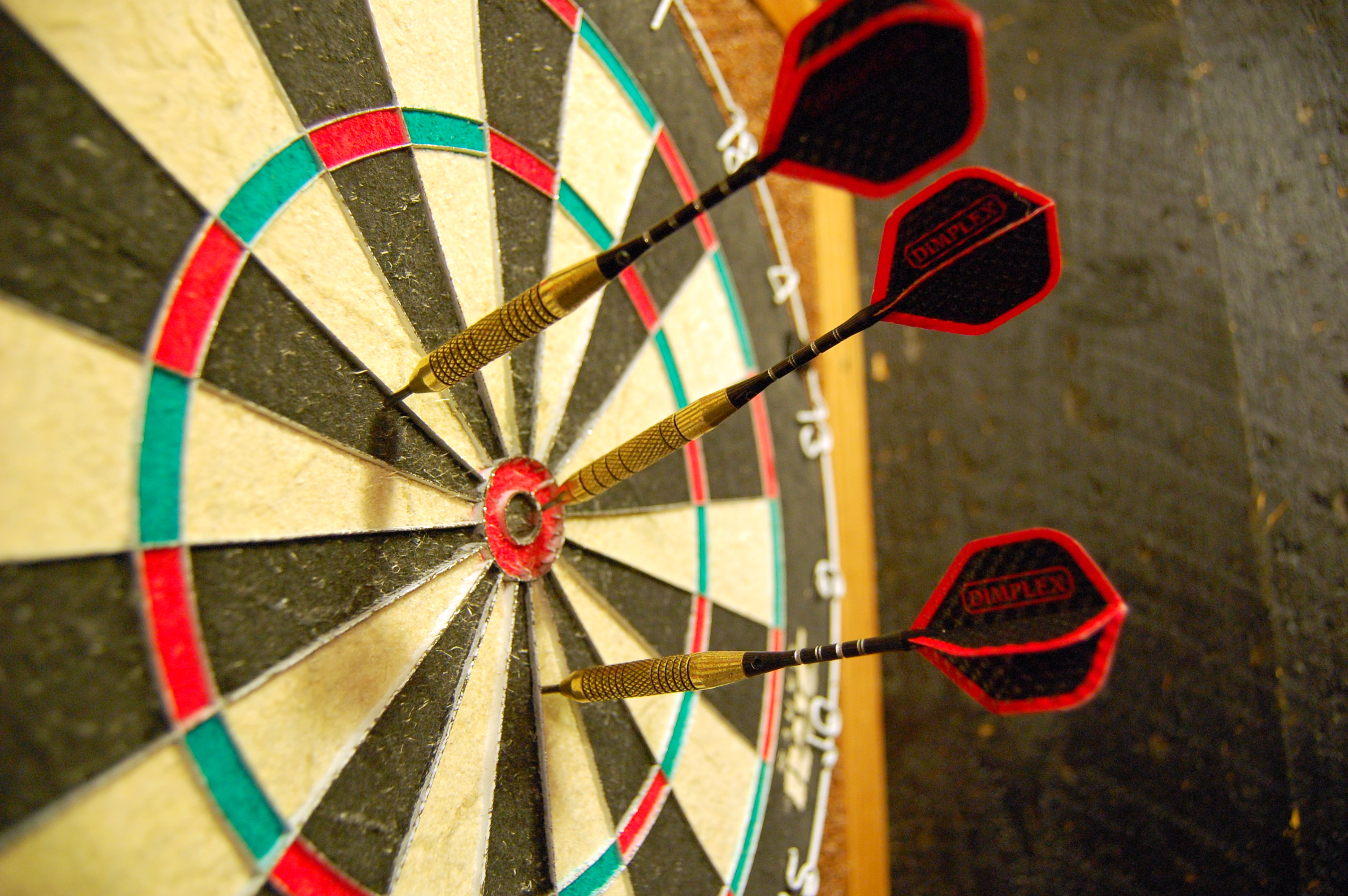
Freccette a bersaglio

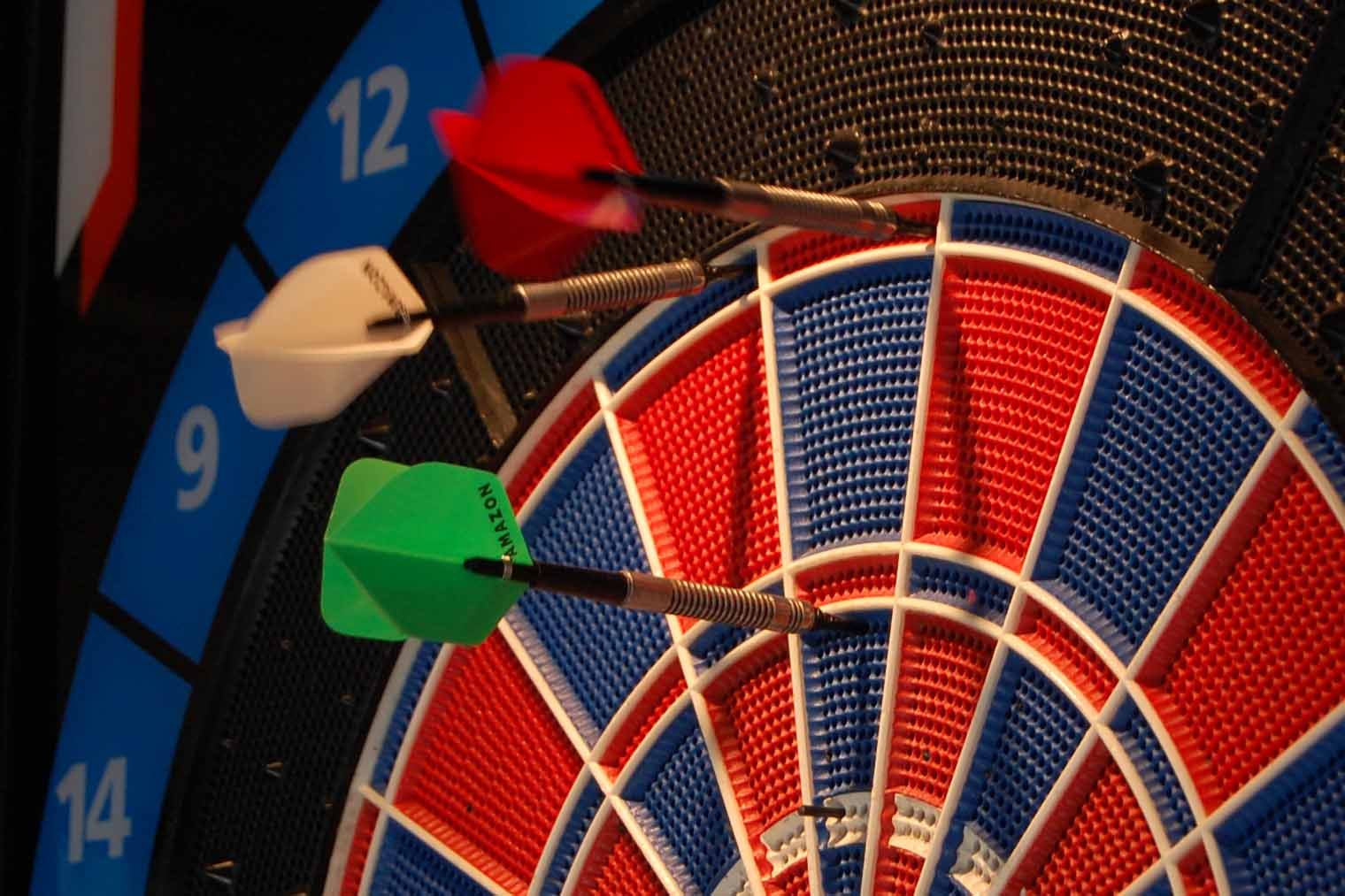
Soft darts

Il gioco delle freccette consiste nel lanciare verso un bersaglio dei dardi, stabilizzati nel volo da alette, in modo che la loro punta vada a colpire una delle porzioni in cui il bersaglio è suddiviso. Può essere praticato con freccette con punta in acciaio (steel darts) e bersagli in legno e sisal africano, o con freccette dalla punta in gomma o silicone (soft darts) su bersagli elettronici.
Pur a fronte di una crescente popolarità, esperita in particolare nel XXI secolo, le freccette non rientrano nelle discipline del programma olimpico.

## Regole del gioco

Un bersaglio del gioco delle freccette

Nel gioco standard delle freccette il bersaglio è costruito in fibre di setola ed ha un diametro di 453 millimetri. Il centro esatto del bersaglio viene fissato ad un'altezza da terra di 173 cm. La linea di tiro viene posta a terra ad una distanza di 237 centimetri dal bersaglio: la distanza viene misurata dalla faccia esterna del bersaglio su una linea perpendicolare proiettata a terra; ad esempio se il bersaglio ha uno spessore di 5 cm la linea di tiro è fissata a 242 cm misurati dalla base della parete che lo sostiene. Il giocatore lancia una serie consecutiva di tre freccette verso il bersaglio e sottrae dal punteggio iniziale, in genere 301 o 501 punti, il totale dei punti determinati dalla zona di bersaglio colpita dalle freccette, fino ad arrivare a zero. Esistono varianti a 701 e 1001 punti di partenza.

### Inizio del gioco e calcolo del punteggio

Freccetta

Il bersaglio è diviso da fili metallici (spider) in 20 segmenti di uguale dimensione, numerati non in ordine da 1 a 20, con un centro diviso in 2 settori concentrici. Il settore denominato col numero 20 va posizionato in alto al centro. Ogni segmento è diviso in varie porzioni che, a seconda del punto di arrivo della freccetta, determinano il punteggio in maniera diversa:
- La freccetta che termina in una delle porzioni più grandi del segmento, tradizionalmente colorate di nero o bianco, fa realizzare al giocatore il numero di punti indicati sul bordo esterno del settore.
- Se si colpisce l'anello esterno del segmento ("anello del doppio"), colorato di verde o rosso, il punteggio indicato sul bordo esterno viene raddoppiato. Questi settori sono comunemente chiamati i "doppi".
- Colpendo invece l'anello più interno ("anello del triplo"), anch'esso colorato di verde o rosso, i punti del segmento vengono triplicati. Questi settori sono comunemente chiamati i "tripli"; il "triplo 20" è il settore che ha il valore più alto, colpendolo con tutte e tre le freccette si realizza il punteggio massimo possibile: 180 punti.
- L'area del cerchio esterno del centro, di colore verde, vale 25 punti e il centro perfetto del bersaglio, colorato di rosso, del diametro di 12,7 millimetri ("bull's eye", "occhio del toro") vale 50 punti ed è considerato parte dei "doppi" (doppio 25).
- Una freccetta che termina al di fuori del bersaglio non vale alcun punto, così come una freccetta che cade dal bersaglio prima che sia terminato il turno del giocatore che l'ha lanciata.

Il gioco tipico "501" (denominato "flying start/double out") non prevede settori predeterminati per l'inizio della partita e non prevede un numero massimo di lanci, ma necessariamente termina sempre con una freccetta nell'"anello del doppio", o con un centro nel "bull's eye": non è possibile vincere se non centrando un "doppio" con l'ultima freccetta lanciata. Non è obbligatorio lanciare tutte e tre le freccette a disposizione: nel caso si riuscisse a colpire il "doppio" necessario con la prima o la seconda, il gioco viene immediatamente considerato vinto. Alcuni tornei prevedono che il gioco abbia anche inizio con una freccetta nell'"anello del doppio": questa modalità è denominata "double in/double out" e solitamente prevede partite con punteggio iniziale di 301.
I punti realizzati dal giocatore vengono sottratti al suo punteggio iniziale, in genere 501, ma anche 301 o più raramente 701. Se nell'ultimo tiro un giocatore realizza un numero di punti maggiore di quelli necessari per chiudere a zero la partita, oppure se li realizza senza chiudere con un "doppio", si applica la regola del "sovrapunteggio", e il tiro viene considerato pari a zero. La regola del sovrapunteggio si applica anche nel caso il giocatore dovesse rimanere ad un punteggio pari ad 1, non sarebbe infatti possibile colpire alcun settore "doppio" per "chiudere" la partita. Il "doppio" più basso è infatti quello del settore "1" che porta 2 punti se centrato.
Ogni partita viene considerata un leg ed ogni incontro prevede un certo numero di leg, da 3 fino a 9 per gli incontri dei tornei più importanti. Alcuni tornei prevedono che gli incontri siano formati da diversi set, ognuno dei quali composto da leg.  Ad esempio per la vittoria possono servire 5 set vinti su 9 al meglio dei 3 leg ciascuno.

### Ilperfect game

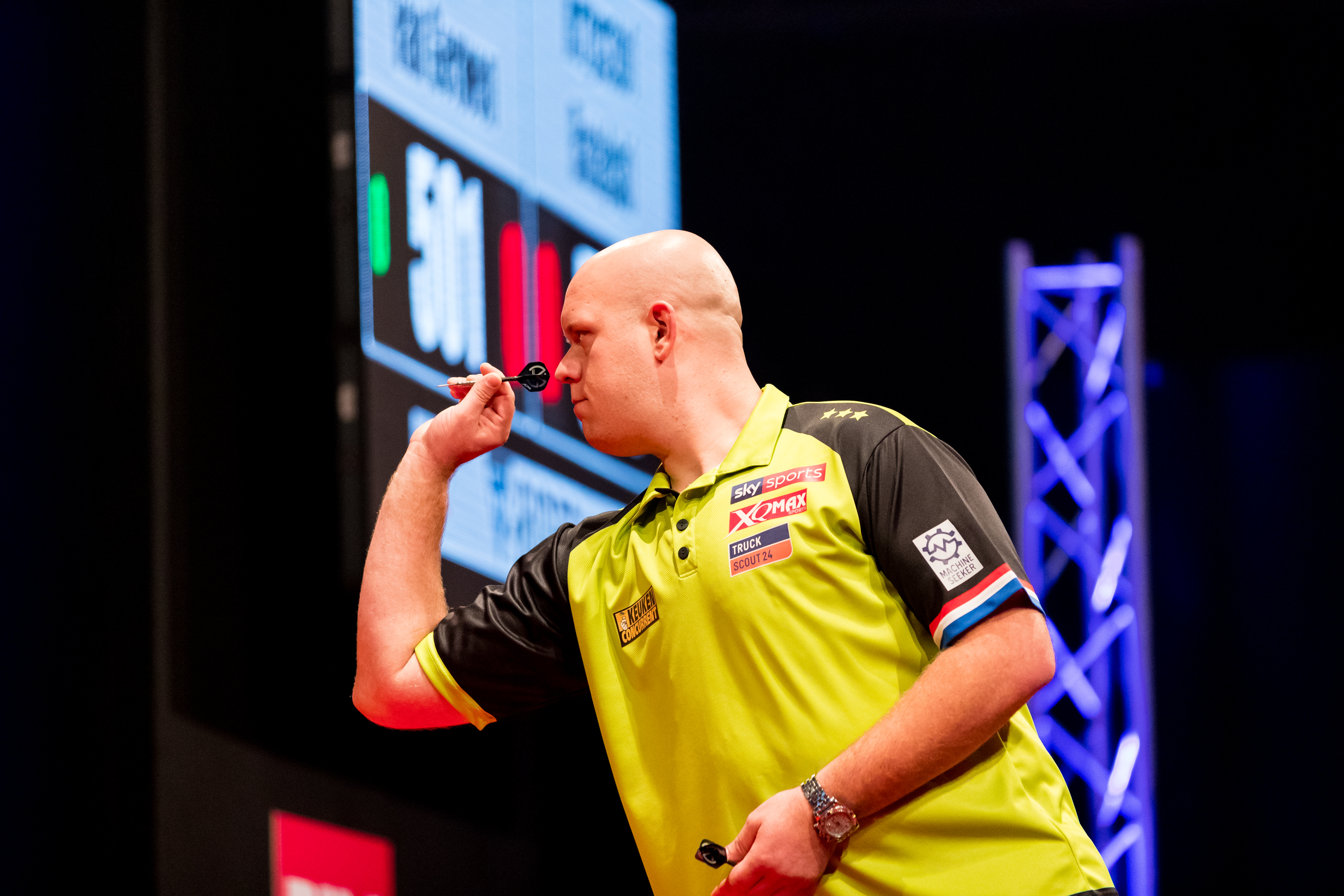
Michael van Gerwen in procinto di lanciare una freccetta

Nel corso di una partita a 501 punti, è possibile realizzare un perfect game lanciando solo 9 freccette. Il modo classico per arrivare a questo risultato è quello di ottenere 360 punti con i primi 6 lanci (6 volte un triplo 20), lasciando 141 punti per l'ultima serie di freccette.
La chiusura, quindi, può avvenire in uno dei seguenti modi:
- triplo 20 (60), triplo 19 (57) e doppio 12 (24) (il modo più comune)
- triplo 20 (60), triplo 17 (51) e doppio 15 (30)
- triplo 20 (60), triplo 15 (45) e doppio 18 (36)
- triplo 19 (57), triplo 18 (54) e doppio 15 (30)
- triplo 19 (57), triplo 16 (48) e doppio 18 (36)
- triplo 18 (54), triplo 17 (51) e doppio 18 (36)
- triplo 19 (57), Bull (50) e doppio 17 (34)
- triplo 17 (51), Bull (50) e doppio 20 (40).

C'è anche un metodo meno usato, ma più spettacolare, di realizzare un perfect game, consistente nel realizzare tre volte di fila 167 con un triplo 20 (60), un triplo 19 (57) e un centro pieno (50). Esiste infine un modo per realizzare il perfect game partendo con il doppio: 160 alle prime 3 frecce (un doppio 20 (40), un triplo 20 (60), un triplo 20 (60)); 180 al lancio successivo; triplo 20 (60), triplo 17 (51) e un centro pieno (50) con le ultime 3 freccette.
Phil Taylor è l’unico giocatore ad aver eseguito due Perfect game in un match.

## Varianti del gioco
Oltre al gioco standard, ufficialmente riconosciuto dalle varie federazioni internazionali e giocato nei tornei, sono giocate anche molte varianti:

### L'orologio
Gioco propedeutico per migliorare la propria abilità, richiede di colpire i numeri del bersaglio, in ordine dall'uno al venti, e infine colpire il centro del bersaglio. Una variante prevede un secondo giro, in cui vanno colpiti tutti gli anelli doppi dei numeri, e un terzo, per gli anelli tripli.

### Shangai
Simile all'orologio, la differenza sta nel fatto che vanno colpiti in ordine il settore normale, poi quello doppio e infine quello triplo di ogni numero, anche qui dall'uno al venti.

### Cricket
Bisogna realizzare tre volte i numeri da 15 a 20 e infine tre centri perfetti. Un doppio vale due volte il singolo numero, un triplo consente di passare al numero successivo. In caso l'avversario non sia riuscito a chiudere un numero che invece è stato chiuso dall'altro, nel cricket classico è possibile continuare a colpire quel numero per fare punti, oppure per caricare di punti l'avversario (Cut Throat). Nel primo caso vince chi ha più punti, dopo aver chiuso tutti i settori. Nel secondo caso, vince chi ha meno punti, dopo aver chiuso tutti i settori. La variante patavina, di dottrina tommaseiana, prevede la vittoria del giocatore che per ultimo desiste dal giocare. Proprio per questo, viene anche definita "maratona crickettiana".

### Killer
È un gioco che può essere spietato, ma è molto divertente tra amici, soprattutto dai tre giocatori in su. Il gioco richiede buona mira, buona strategia e un pizzico di fortuna: ce ne sono molte varianti, una possibile è la seguente.
Lo scopo del gioco è quello di eliminare gli avversari e vincere rimanendo l'unico superstite. Per iniziare ogni giocatore lancia una freccetta con la mano opposta a quella che userà nel corso del gioco (i mancini tirano con la mano destra, e viceversa): il numero colpito sarà il proprio numero. Ogni giocatore deve avere un numero personale così se si colpisce un numero già assegnato è necessario ritirare; è escluso dal gioco il centro del bersaglio.
Una volta che tutti hanno il loro numero e si è determinato l'ordine di lancio (a piacere), ogni giocatore a turno lancia tre freccette cercando di colpire il doppio del suo numero. Una volta che un giocatore centra il proprio doppio diventa un assassino (Killer) e una "K" è collocata accanto al suo nome sul tabellone. Un giocatore diventato assassino può mirare ai numeri doppi degli avversari, cercando di eliminarli. Ogni giocatore ha a disposizione tre vite e una volta che il doppio è stato colpito tre volte si è fuori del gioco. È necessario fare attenzione nei lanci poiché se si centra il proprio doppio, dopo essere diventati assassini, si perde una vita, quindi è possibile uccidere se stessi.
Varianti
Si possono introdurre delle varianti per rendere più facile o difficile il gioco, ad esempio usando i tripli invece che i doppi (più difficile) oppure usando le sezioni più grandi dello spicchio (più facile), come l'area fra il centro e i tripli o fra i doppi e i tripli. Si possono livellare così anche giocatori di bravura diversa, ad esempio il meno bravo usa i doppi mentre il più bravo usa i tripli, e così via.

### Split
I giocatori partono con 40 punti a testa. Il gioco consiste nel centrare solo i settori richiesti. Se i settori vengono centrati si fanno punti (corrispondenti al settore), ma se con tutte e tre le frecce non si centra neanche una volta il settore richiesto i propri punti vengono dimezzati. In ordine bisogna colpire: 15, 16, un qualsiasi doppio, 17, 18, un qualsiasi triplo, 19, 20 e il centro. Vince il giocatore che alla fine della partita ha più punti.

### Broccette
Si gareggia con lo stesso spirito con cui si gioca a bocce. Il primo giocatore tira cercando di avvicinarsi al centro il più possibile. In successione tirano tutti gli altri giocatori. Il giocatore che piazza la sua freccetta più lontano dal centro dovrà cercare di avvicinarsi con un secondo tiro. Se si avvicina al centro più di uno dei suoi avversari allora tocca tirare all'altro giocatore fino al massimo di tre freccette. Quando tutti avranno tirato si conteranno i punti che saranno corrispondenti al numero di freccette di uno stesso giocatore più vicine al centro rispetto alla freccetta più vicina dell'avversario. Un po' come si gioca a bocce: il boccino corrisponde al centro del bersaglio. Per aggiudicarsi un set il giocatore dovrà fare 5 punti. La gara si gioca al meglio dei tre set.